# Oroville (California)
Oroville es una ciudad y sede del condado de Butte en el estado estadounidense de California. En el año 2000 tenía una población de 14.684 habitantes y una densidad poblacional de 463.2 personas por km².
Ahí se encuentra la presa de Oroville, una presa que se encuentra sobre el río de las Plumas (un afluente del río Sacramento, que es el principal río del norte del estado). Con 230 metros de altura, es la presa más alta del país, inaugurada en 1968.

## Geografía

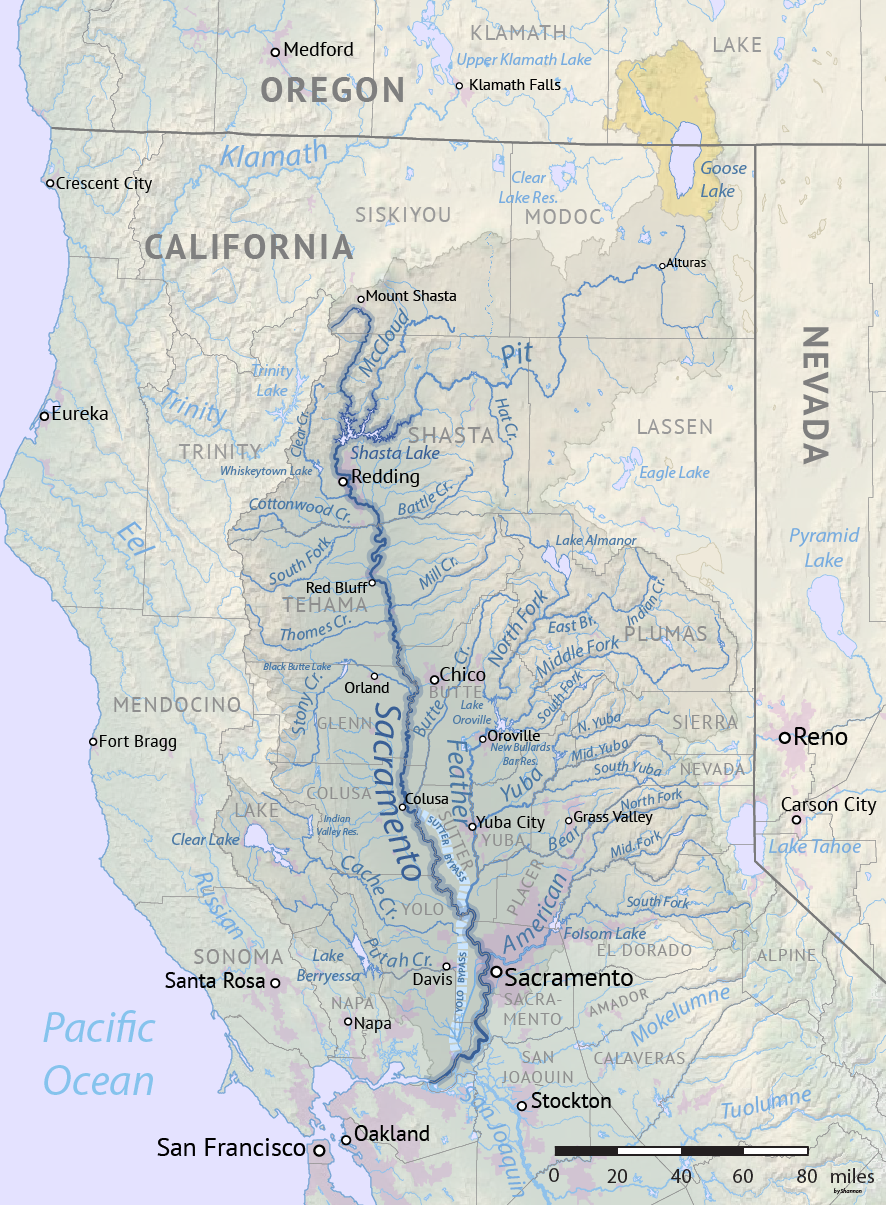
Mapa de la cuenca del río Sacramento donde aparece Oroville sobre uno de sus afluentes, el río de las Plumas

Oroville se encuentra ubicada en las coordenadas 39°30′50″N 121°33′23″O / 39.51389, -121.55639. Según la Oficina del Censo, la ciudad tiene un área total de 31.8 km², de la cual 31.7 km² (12.1 sq mi) es tierra y 0.1% (0.04 sq mi) (0.16%) es agua.

## Demografía
Los ingresos medios por hogar en la localidad eran de $21.911, y los ingresos medios por familia eran $27.666. Los hombres tenían unos ingresos medios de $28.587 frente a los $21.916 para las mujeres. La renta per cápita para la localidad era de $12.345. Alrededor del 16.2% de las familias y del 23.1% de la población estaban por debajo del umbral de pobreza.